# کالباس (اروپای شرقی)

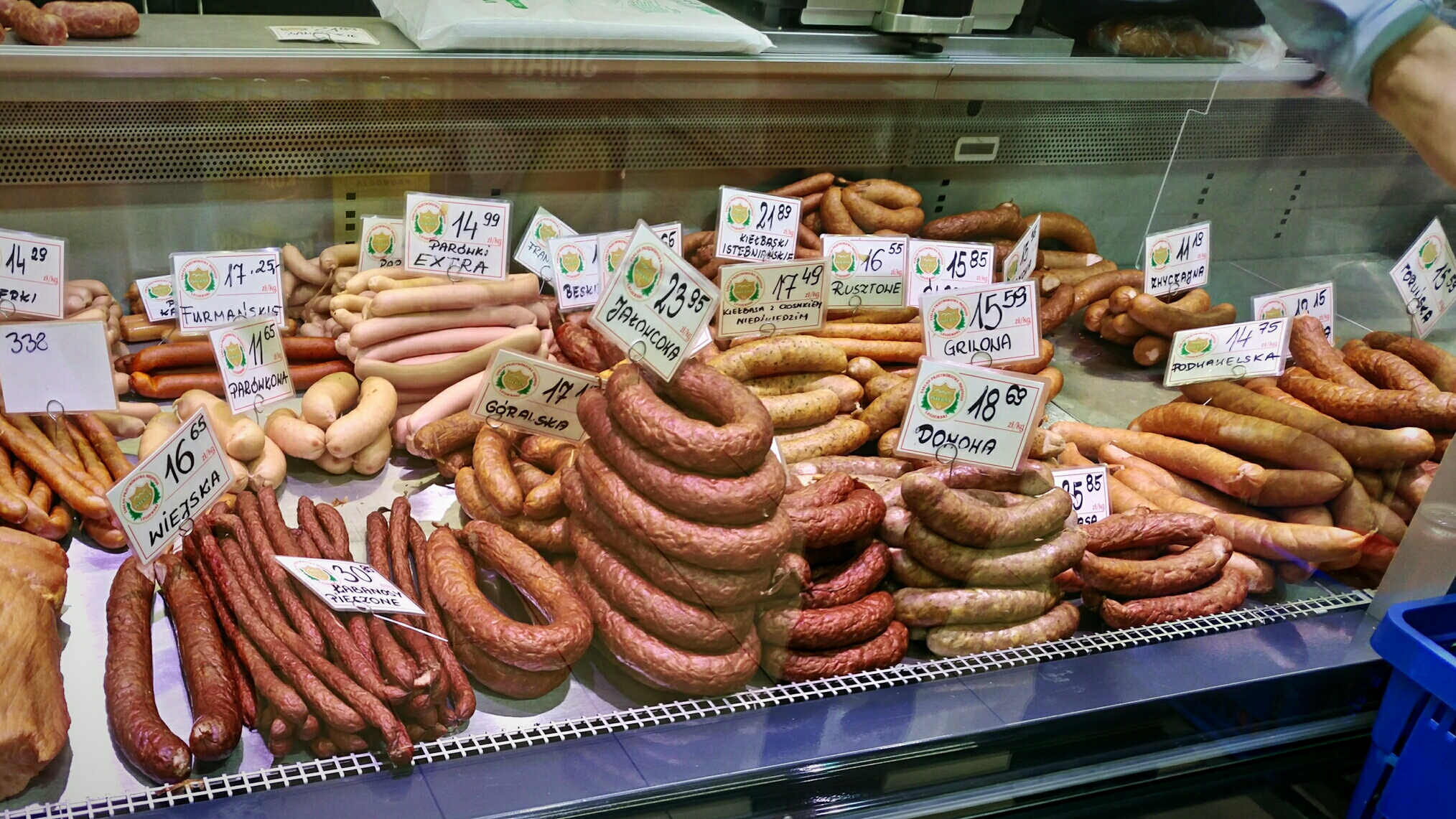
انواع کالباس

کالباس (به لهستانی: Kiełbasa) نوعی سوسیس سنتی در کشورهای اروپای شرقی است. این محصول به‌طور سنتی از گوشت خوک یا گاو تهیه می‌شود، اما انواع دیگری نیز دارد که از گوشت بوقلمون، مرغ، اسب، بره، گوساله و غیره تهیه می‌گردد.
در ایران به تمام سوسیس‌های حجیمی که به طور سرد مصرف می‌شود، کالباس گفته می‌شود. برخی کالباس‌ها از مخلوط کردن چند نوع گوشت مختلف تهیه می‌شوند. برای ایجاد طعم‌های گوناگون، در کالباس موادی مانند سیر، خلال بادام، پسته و زیتون نیز می‌افزایند.

## نگارخانه

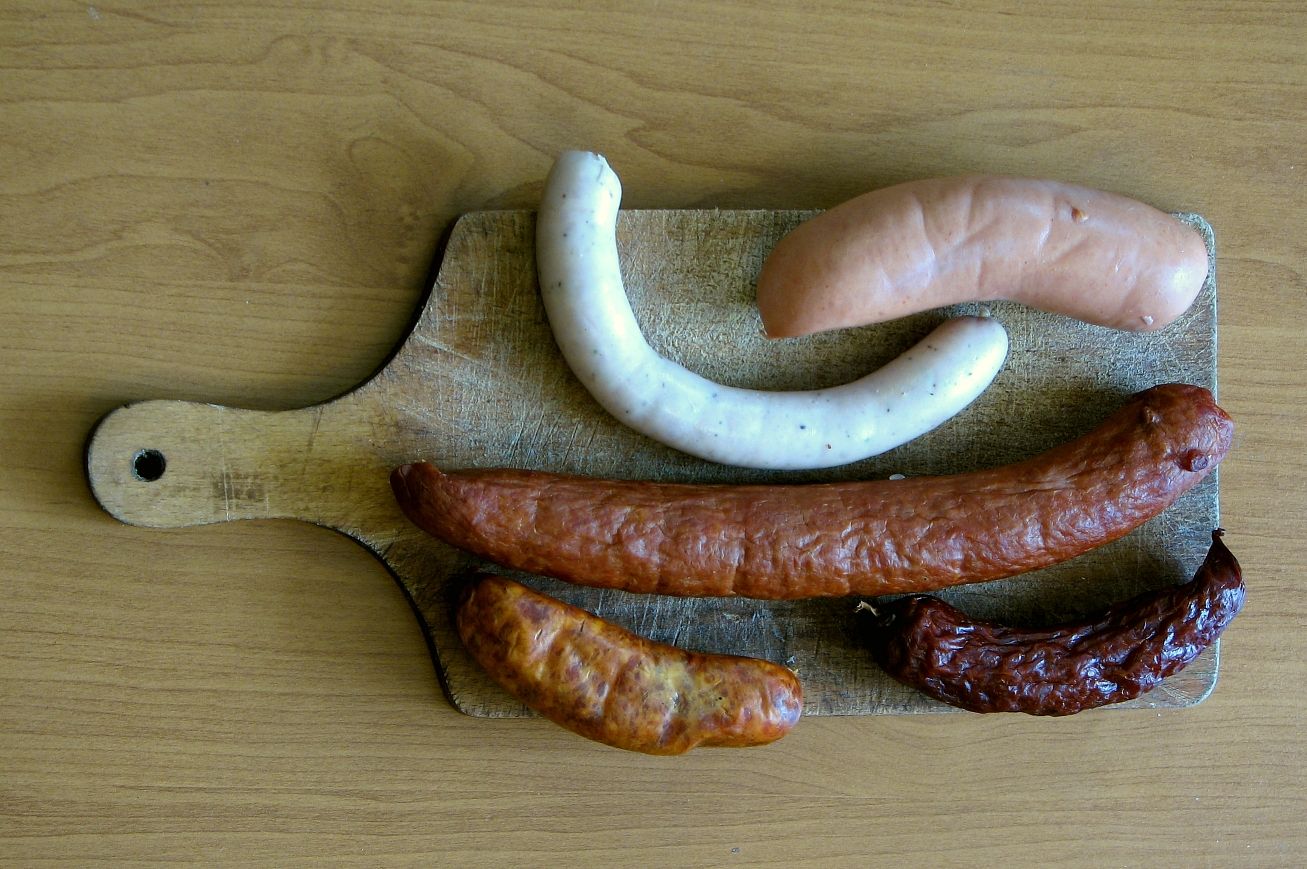
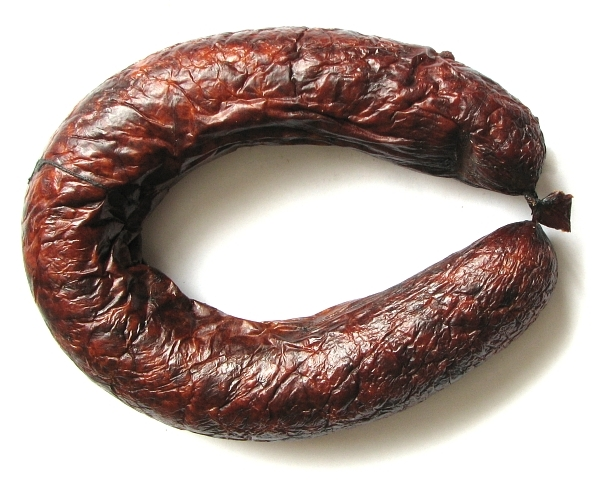
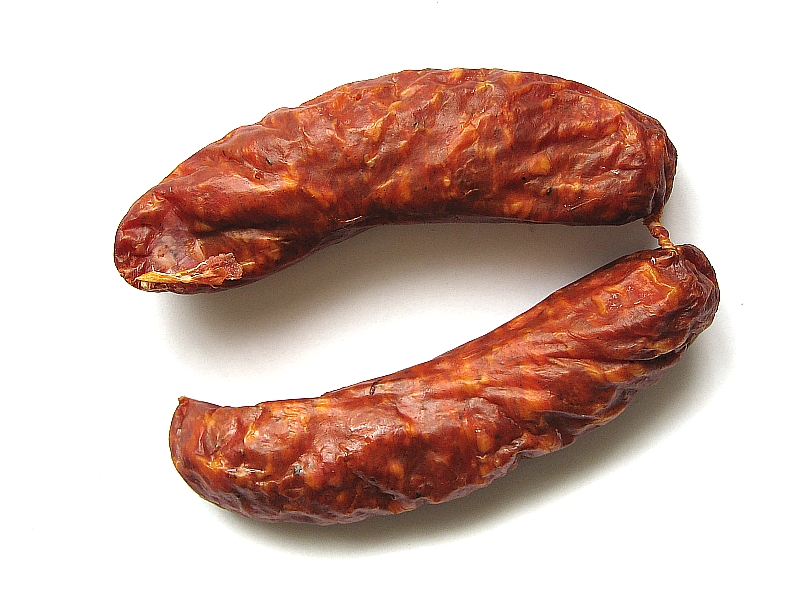
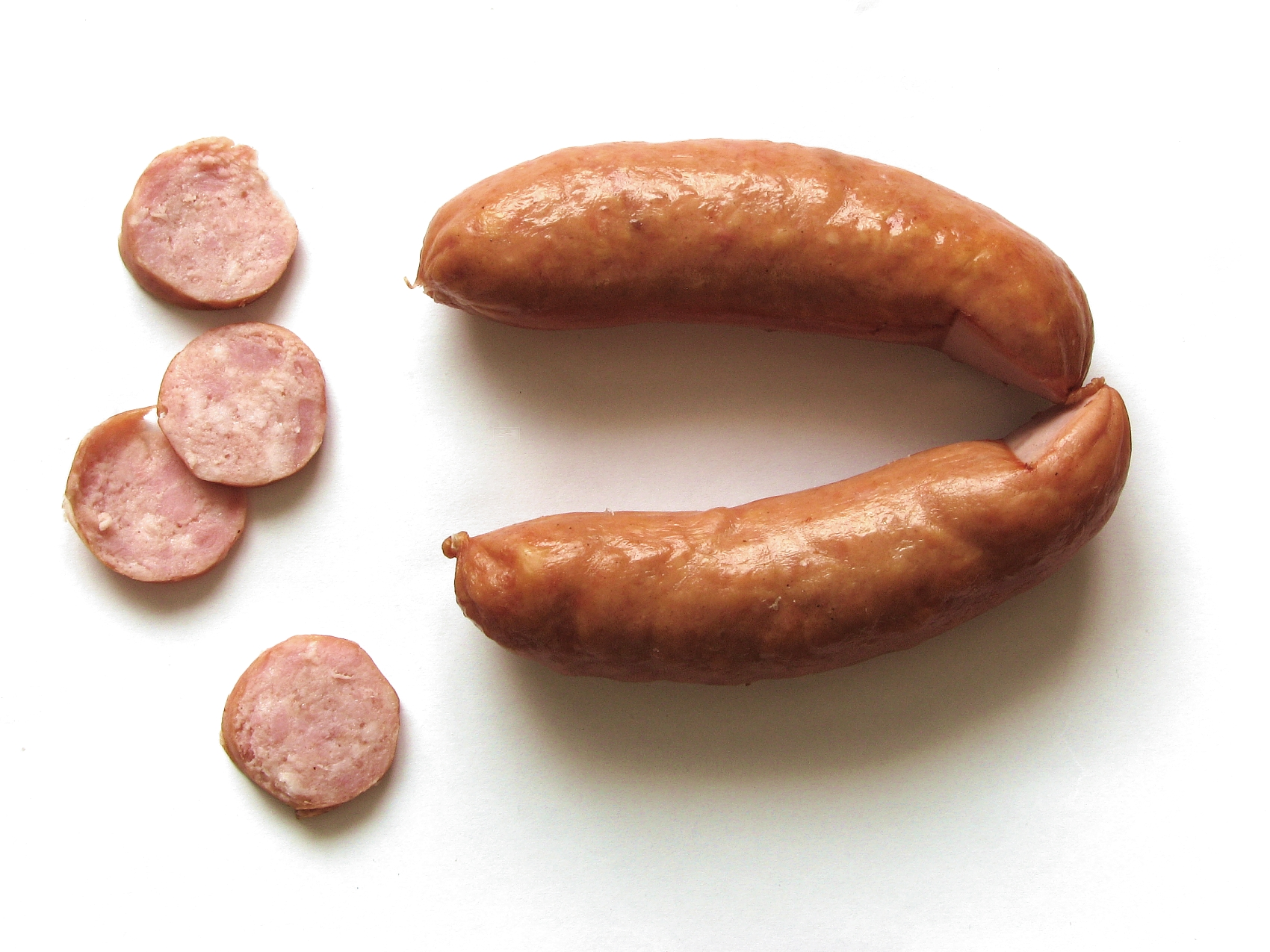
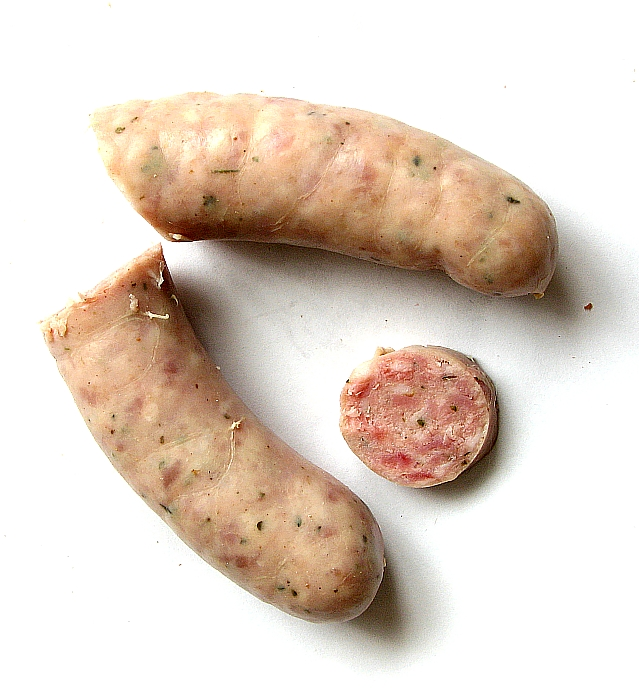
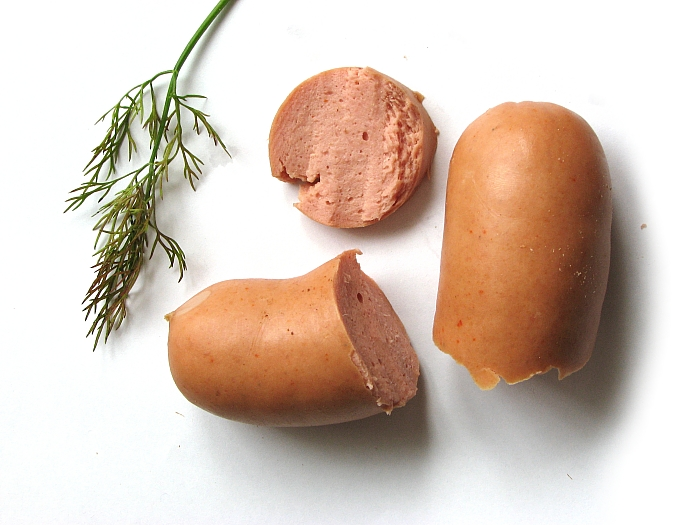
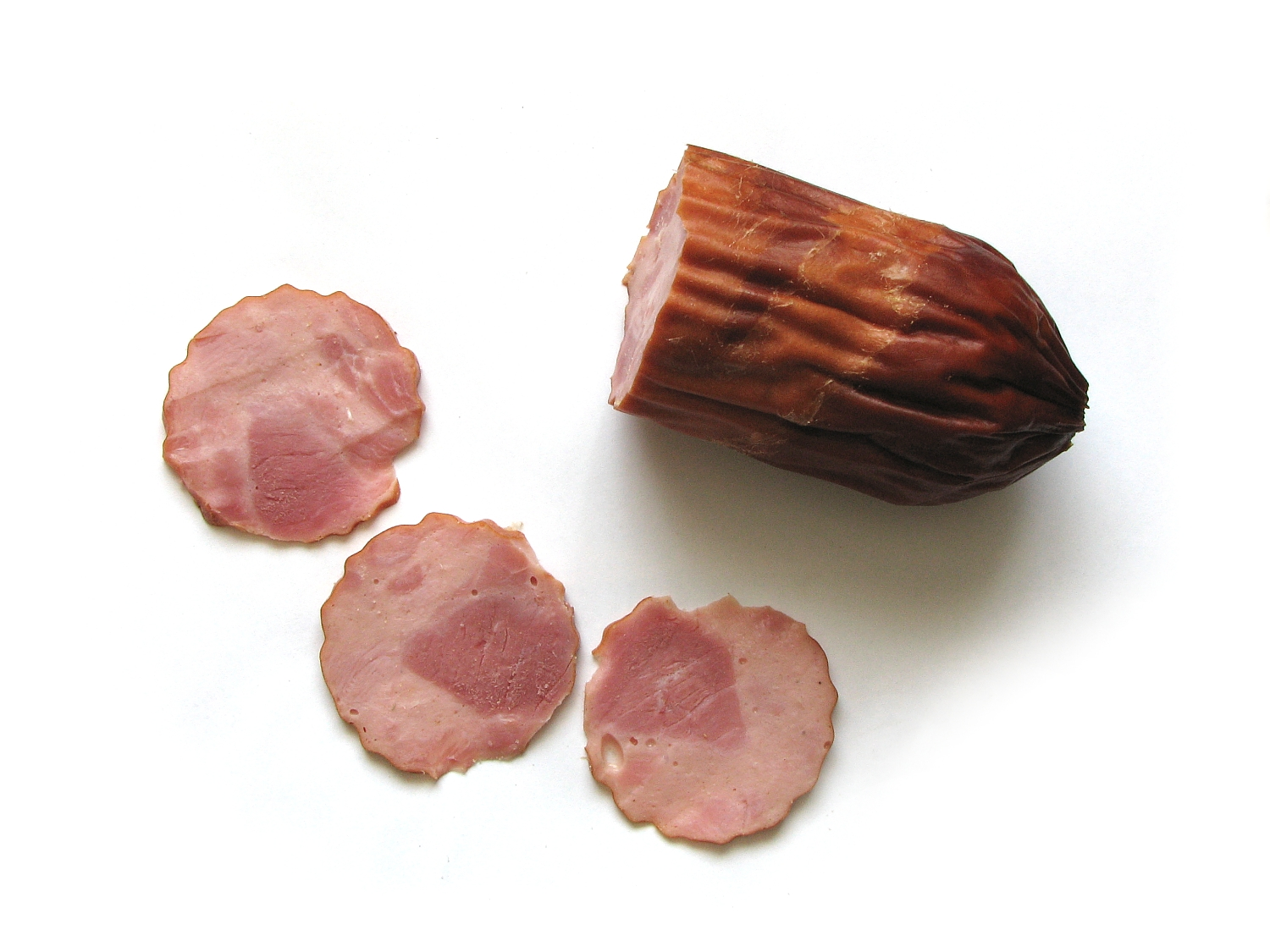
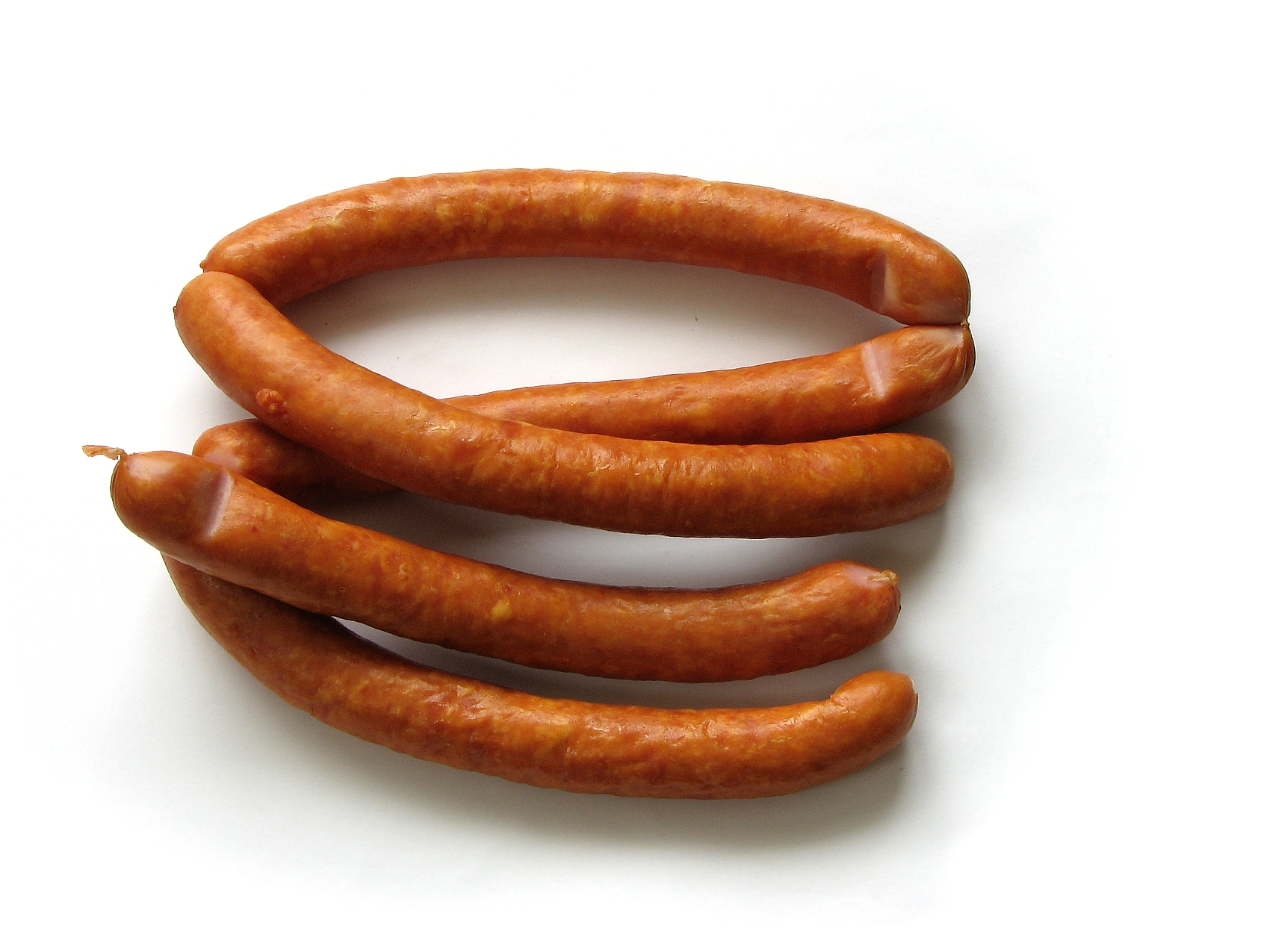
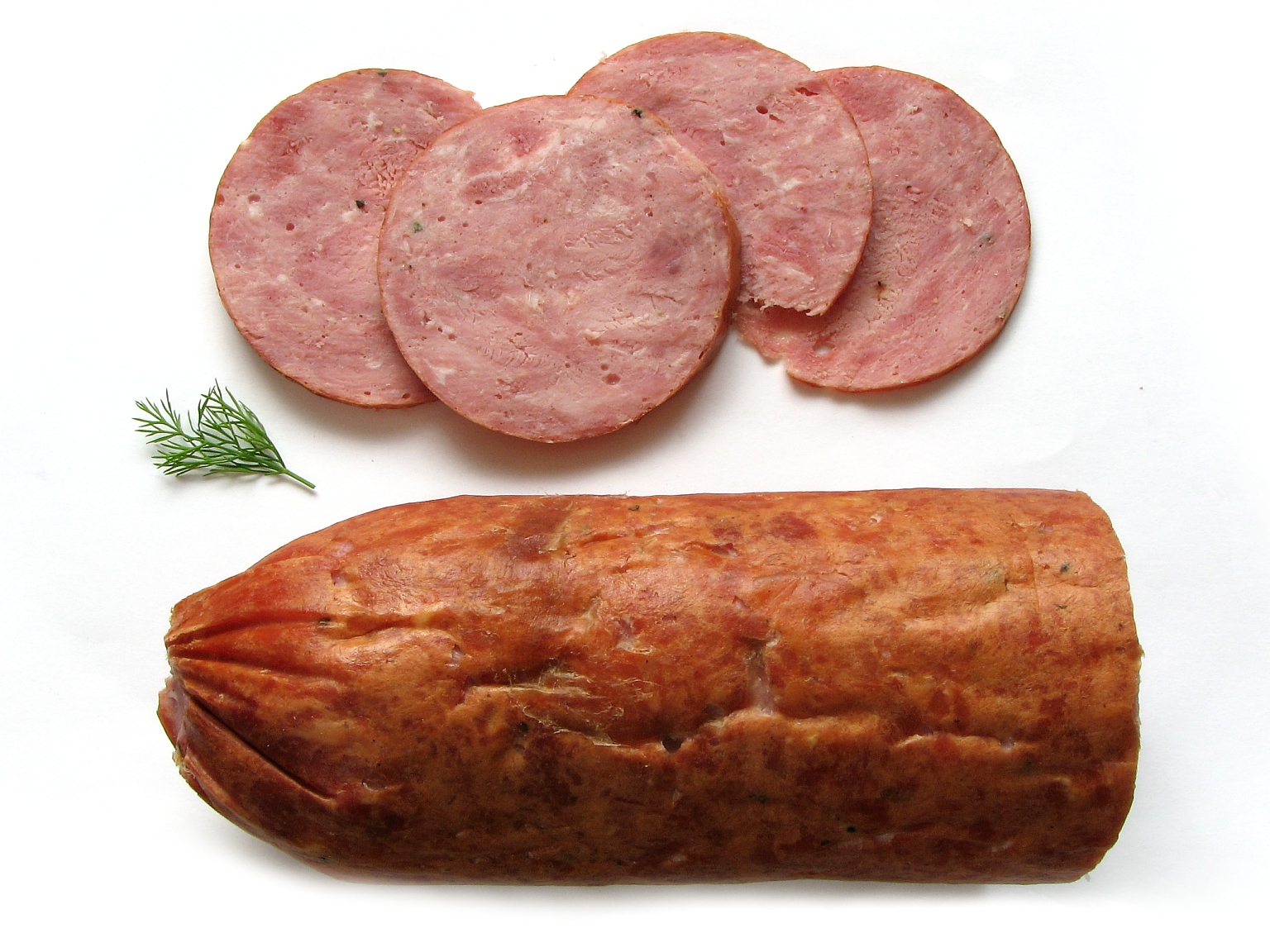
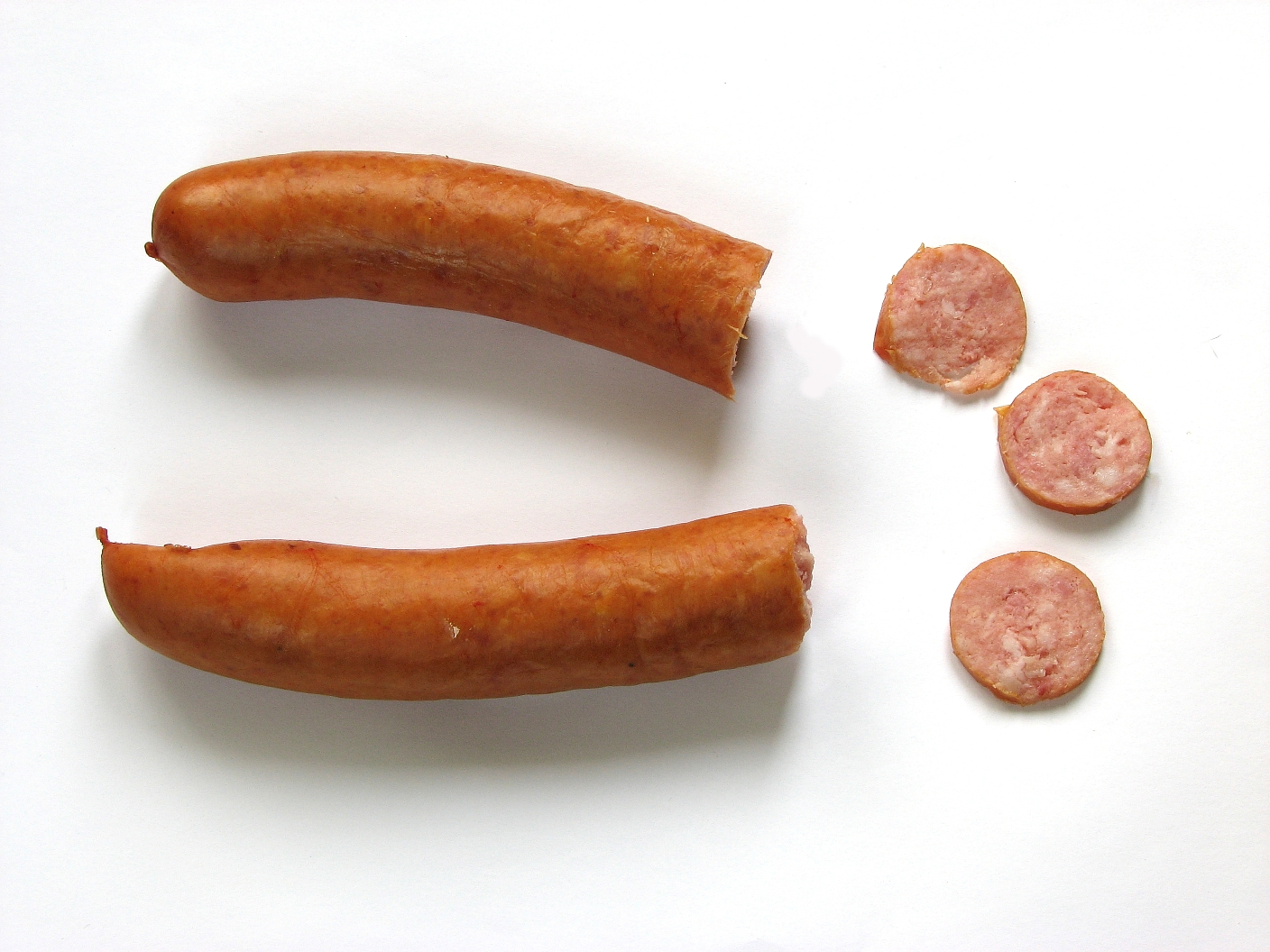
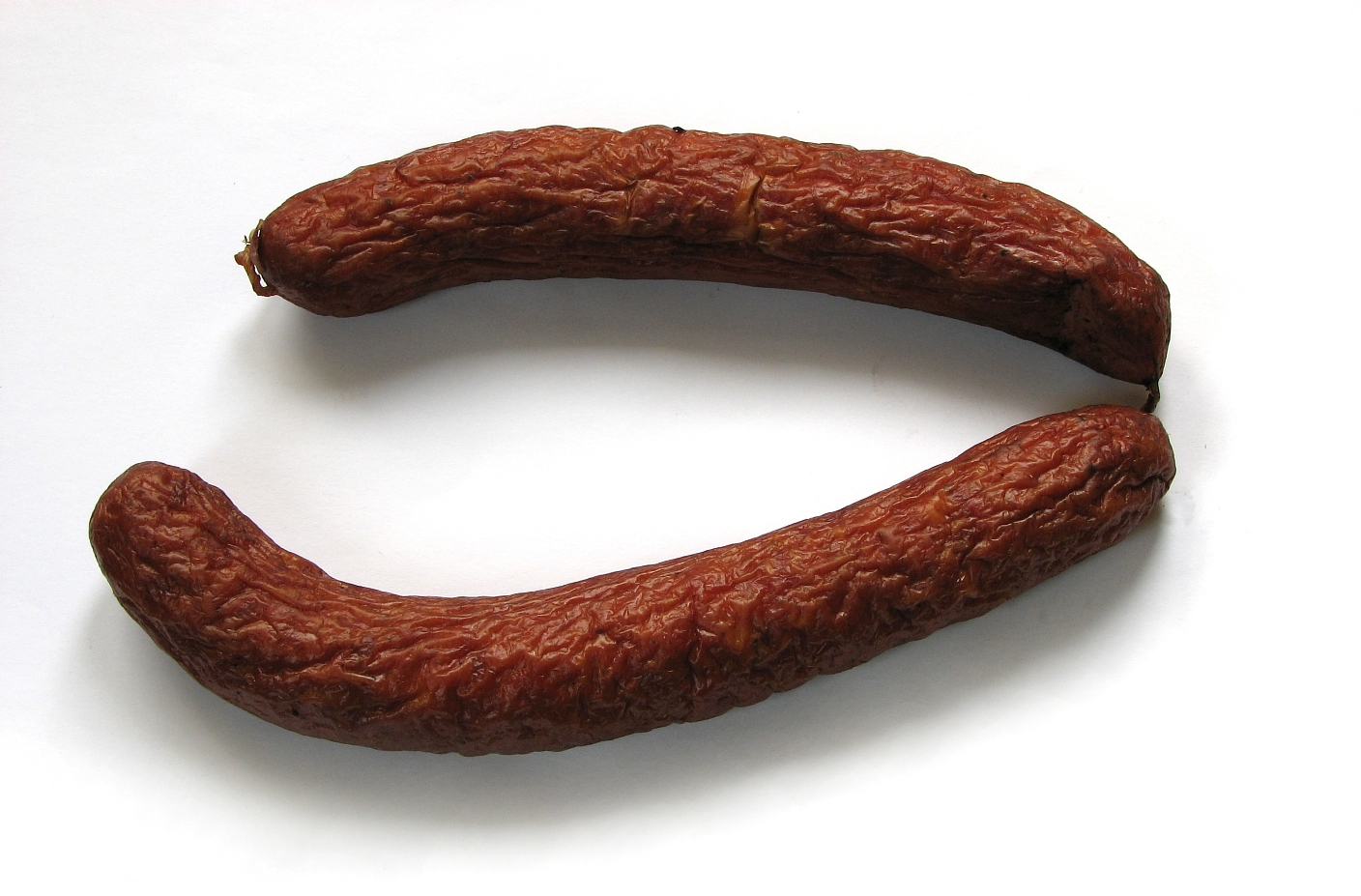